# Ivermectina
La ivermectina és un medicament efectiu contra molts tipus de paràsits, obtingut a partir de la fermentació industrial del bacteri Streptomyces avermitilis. Es fa servir per tractar la pediculosi del cap, la sarna, la miasi, l'oncocercosi, l'estrongiloïdosi i la filariosi limfàtica, entre altres malalties d'etiologia parasitària. Es pot aplicar a la pell o ser administrada per via oral. La ivermectina està indicada en casos de parasitosi oftàlmica, però s'ha de evitar el contacte dels ulls amb aquesta substància. És emprada tòpicament pel maneig d'alguns subtipus de rosàcia i altres dermatosis facials inflamatòries.
S'han realitzat múltiples estudis preclínics in vivo i in vitro que indiquen la potencial eficàcia de la ivermectina davant diverses formes de càncer, incloent neoplàsies malignes sòlides i hematològiques. Pel que fa al càncer de mama, el fàrmac ha demostrat la seva capacitat per inhibir la proliferació cel·lular, induir l'apoptosi i l'autofàgia i revertir la resistència al tamoxifèn en les línies cel·lulars MDA-MB-435, MDA-MB-231, MDA-MB-468, MDA-MB-361, MCF-7, HS578T i SKBR3. Efectes similars s'han observat en cèl·lules de càncer de pròstata, d'ovari, de còlon, de pàncrees o de melanoma. Experimentalment, la ivermectina limita l'angiogènesi en el glioblastoma i aconsegueix detenir el seu creixement. Aquest conjunt de resultats suggereix que el compost podria ser un agent anticancerígen vàlid a dosis factibles.
També té ús en veterinària.
Els efectes secundaris comuns inclouen ull vermell, xerosi cutània (pell seca) i eritema. Ocasionalment, sobretot en individus amb infeccions per filàries, provoca una reacció adversa singular i complexa anomenada reacció de Mazzotti; la qual inclou un ampli ventall de símptomes (febre, urticària, adenopaties, miàlgia, taquicàrdia i hipotensió), que apareixen durant la setmana posterior a l'inici del tractament. Rares vegades, el compost és causa d'elevació important de les transaminases o d'encefalopatia. Pertany a la família farmacològica de les avermectines i actua causant un increment en la permeabilitat de la membrana cel·lular que comporta la paràlisi i la subsegüent mort dels paràsits.
La ivermectina va ser descoberta el 1975 i és utilitzada amb finalitats mèdiques des de 1981.
Comercialitzat a l'estat espanyol amb el nom de Soolontra.